# 3. Fallschirmjäger-Division
Pour les articles homonymes, voir 3e division.
La 3. Fallschirmjäger-Division (3e division parachutiste) est une des divisions de parachutistes (Fallschirmjäger) de l'armée allemande (Wehrmacht) appartenant à la Luftwaffe durant la Seconde Guerre mondiale.

## Historique
Formé en octobre 1943 à Reims, formation officiellement ordonnée le 1er novembre 1943, et complétée le 1er février 1944. 
Aux environs de février 1944, la division s'installe dans la région de Brest, subordonné au II.FsAK/Heeresgruppe D. La division n'était pas prête pour le combat jusqu'en mai 1944, désormais sous le II.FsAK/AOK.7. 
Le 6 juin 1944, la division est en poste à mi-chemin entre Quimper et Brest, et part au combat sous les ordres du II.FsAK / AOK.7. Elle subit de lourds combats en Normandie, qui appauvrissent sévèrement la division notamment pendant la défense des environs de Saint-Lô où elle affronte avec rage et courage la 2e division et la 29e division d'infanterie US. Lors de son repli vers la Seine elle est en partie détruite dans la poche de Falaise ou "chaudron de la mort".
En août et septembre, la division continue de se battre, tout en se retirant vers la frontière allemande, et se retrouve à Aix-la-Chapelle en septembre 1944. Du 24 septembre au 5 octobre 1944, la division est reconstruite à Oldenzaal aux Pays-Bas. Les unités suivantes ont été utilisées pour reconstruire la division :
- Luftwaffe-Festung-Batailione XXVI, XXX, XXXII, XXXIII, XXXIV, XXXV et XXXVII.
- Éléments des Flieger-Regimenter 22, 51 et 53.

La division s'engage dans des actions à Arnhem, connu sous le nom de Kampfgruppe Becker. Elle participe à la bataille des Ardennes, et est de nouveau décimée dans les combats défensifs dans l'Allemagne de 1945.
La division est envoyée à Niederbreisig le 15 mars 1945 par OB West, pour être reconstruite à nouveau. Le FJR.9 avait été totalement détruit et est remplacé par la formation indépendante FJR.6.
La division se rend dans la poche de la Ruhr.

## Rattachement
| Date                         | Rattachement             | Location                                                            |
| ---------------------------- | ------------------------ | ------------------------------------------------------------------- |
| Février 1944 - Avril 1944    | II.FsAK / Heeresgruppe D | En formation                                                        |
| Mai 1944 - Août 1944         | II.FsAK / AOK.7          | Saint-Lo, Falaise, Chambois, Bernay, Rouen, Montdidier, Cambrai     |
| Septembre 1944               | LXXIV.AK / AOK.7         | Tirlemont, Maastricht, Aix-la-Chapelle                              |
| Octobre 1944                 | Heeresgruppe B           | reformé à Oldenzaal                                                 |
| Novembre 1944                | Heeresgruppe B           | Kranenburg, Arnhem, Düren, Hürtgenwald                              |
| Décembre 1944 - Janvier 1945 | LVII.AK / AOK.15         | Bataille des Ardennes (Stadtkull, Manderfeld, Bütgenbach, St. Vith) |
| Février 1945 - Mars 1945     | LXXIV.AK / Pz.AOK.5      | Manderfeld, Euskirchen, Remagen, Mehlem, Eifel                      |
| Avril 1945                   | XII.SS AK / Pz.AOK.5     | Remagen, poche de la Ruhr                                           |

## Commandement
| Début             | Fin             | Grade           | Nom                            |
| ----------------- | --------------- | --------------- | ------------------------------ |
| 13 septembre 1943 | 14 février 1944 | Generalmajor    | Walter Barenthin               |
| 17 février 1944   | 20 août 1944    | Generalleutnant | Dipl.Ing. Richard Schimpf (en) |
| 20 août 1944      | 22 août 1944    | General         | Eugen Meindl (par intérim)     |
| 22 août 1944      | 5 janvier 1945  | Generalmajor    | Walter Wadehn                  |
| 6 janvier 1945    | 1er mars 1945   | Generalleutnant | Richard Schimpf                |
| 1er mars 1945     | 8 mars 1945     | Oberst          | Helmut von Hoffmann            |
| 8 mars 1945       | 8 avril 1945    | Oberst          | Karl-Heinz Becker (en)         |
| 8 avril 1945      | 16 avril 1945   | Oberst          | Hummel                         |

## Chef d'état-major
| Début            | Fin              | Grade          | Nom              |
| ---------------- | ---------------- | -------------- | ---------------- |
| Octobre 1943     | 9 août 1944      | Major          | Ottmar Meyerkort |
| 9 août 1944      | 1er octobre 1944 | Oberstleutnant | Lutz Wagner      |
| 1er octobre 1944 | 25 février 1945  | Oberstleutnant | Fritz Plass      |
| 25 février 1945  | 1er mars 1945    | Major          | Wilhelm Weber    |
| 1er mars 1945    | 9 mars 1945      | Oberstleutnant | Harald Mors      |
| 9 mars 1945      | 16 avril 1945    | Major          | Ernst Borchers   |

## Composition

### 1943
- Fallschirm-Jäger-Regiment 5
- Fallschirm-Jäger-Regiment 8
- Fallschirm-Jäger-Regiment 9
- Fallschirm-Panzer-Jäger-Abteilung 3
- Fallschirm-Artillerie-Regiment 3
- Fallschirm-Flak-Abteilung 3
- Fallschirm-Pionier-Bataillon 3
- Fallschirm-Luftnachrichten-Abteilung 3
- Fallschirm-Sanitäts-Abteilung 3

### 1944
- Fallschirm-Jäger-Regiment 5
- Fallschirm-Jäger-Regiment 8
- Fallschirm-Jäger-Regiment 9
- Fallschirm-Panzer-Jäger-Abteilung 3
- Fallschirm-Artillerie-Regiment 3
- Fallschirm-Flak-Abteilung 3
- Fallschirm-Pionier-Bataillon 3
- Fallschirm-Luftnachrichten-Abteilung 3
- Fallschirm-Sanitäts-Abteilung 3
- Fallschirm-Granatwerfer-Bataillon 3
- Fallschirm-Feldersatz Bataillon 3

## Théâtres d'opérations
- Bataille des Haies
- Poche de Falaise
- Bataille des Ardennes
- Poche de la Ruhr